# Porella brasiliensis
Porella brasiliensis är en bladmossart som först beskrevs av Giuseppe Raddi, och fick sitt nu gällande namn av Victor Félix Schiffner. Porella brasiliensis ingår i släktet porellor, och familjen Porellaceae. Inga underarter finns listade i Catalogue of Life.